# Momo (Département)
Momo ist ein Département der Region Nord-Ouest in Kamerun.
Auf einer Fläche von 1792 km² leben nach der Volkszählung 2001 213.402 Einwohner. Die Hauptstadt ist Mbengwi.

## Gemeinden
- Andek
- Batibo
- Mbengwi
- Njikwa
- Widikum-Boffe